# Rhinolophus gorongosae
Rhinolophus gorongosae – gatunek małego nietoperza z rodziny podkowcowatych (Rhinolophidae). Został opisany dopiero w 2018 roku z Mozambiku, jest to obecnie jego jedyne znane miejsce występowania (ogranicza się ono dokładniej do Parku Narodowego Gorongosa, góry Inago i prawdopodobnie góry Mecula). Bardzo słabo poznany, kryptyczny gatunek, który nie został poddany ocenie swego statusu przez IUCN.

## Taksonomia
Gatunek ten opisali w 2018 roku P.J. Taylor, Macdonald, Goodman, Kearney, Cotterill, Stoffberg, Monadjem, Schoeman, Guyton, Naskręcki i Richards, nadając mu nazwę Rhinolophus gorongosae. Autorzy jako miejsce typowe wskazali Bunga Inselberg położoną w Parku Narodowym Gorongosa, w mozambickiej Sofali. Gatunek ten jest uznawany za przedstawiciela grupy obejmującej podkowca przylądkowego (R. capensis), podkowca jaskiniowego (R. simulator), podkowca sawannowego (R. denti) i podkowca deszczowego (R. swinnyi), do tego ostatniego opisywany nietoperz był zaliczany jako jego populacja. Jednak genetycznie i morfologicznie jest on blisko spokrewniony z R. rhodesiae oraz podkowcem tropikalnym (R. landeri), innymi gatunkami należącymi do grupy capensis. Wydaje się, że sam R. gorongosae grupuje gatunki kryptyczne (sam będąc gatunkiem kryptycznym), ponieważ 2 okazy muzealne z numerem katalogowym różnią się znacząco od innego osobnika, który pochodzi z tego samego terenu; jedynie okaz odłowiony z góry Inago wydaje się przynależeć do gatunku, bo można go rozpoznać po jego małym rozmiarze. Jest to gatunek monotypowy. Według najnowszych danych genetycznych takson ten jest synonimem R. simulator.

## Występowanie
Jest to endemit północnego i środkowego Mozambiku, występuje wyłącznie w Parku Narodowym Gorongosa, na górze Inago i prawdopodobnie także Mecula.

## Morfologia
Autorzy HMW wymieniają poniższe wymiary dla R. gorongosae: długość ciała 39–51 mm; długość ogona 22–27 mm; długość ucha 12,5–22 mm; długość tylnej stopy 7,5–9 mm; długość przedramienia 38,5–44,5 mm; masa ciała około 4,5–6,6 g. Zwierzę to przypomina wyglądem swych najbliższych krewnych, w szczególności R. rhodesiae i R. swinnyi. Sierść opisywanego podkowca jest jasnoszara lub brązowawa (ciemniejsza na grzbiecie, aniżeli na brzuchu). Samce nie mają kępek pachowych. Uszy są stosunkowo małe (osiągają 43% długości przedramienia). Narośl na nosie (ang. Noseleaf) jest lancetowata, w kształcie trójkąta o zaokrąglonych wierzchołkach. Boki tej narośli są jednocześnie wklęsłe, a czubek tępy. Siodełko jest pozbawione sierści, z drobnym, spiczastym czubkiem. Podkowa jest wąska (ma 7–8 mm) i nie pokrywa całego pyszczka. Nie ma również ona żadnych innych przydatków. Błony skrzydłowa i ogonowa są brązowe. Baculum jest krótkie, ze zredukowaną podstawą oraz wyraźnym wcięciem. Czaszka bardzo mała; otwór wielki jest zredukowany, z wyraźną depresją wzdłuż okolicy ciemieniowej; mózgoczaszka jest wąska.

## Ekologia i status
Mało wiadomo na temat ekologii tego podkowca, brak informacji o rozmnażaniu, pokarmie lub jakichkolwiek wędrówkach. Przypuszczalnie zamieszkuje on lesiste sawanny na wysokości od 212 do 308 m n.p.m. Wiadomo także, że posługuje się zwykle ultradźwiękami o częstotliwości 106 kHz (stwierdzono to na okazie z Parku Narodowego Gorongosa). Przez Międzynarodową Unię Ochrony Przyrody nie został na razie zaliczony do żadnej z kategorii (NE – Not Assessed).